# Unión entre Suecia y Noruega
La unión entre Suecia y Noruega fue la unión personal de los reinos de Suecia y Noruega entre los años 1814 y 1905.
Al finalizar las guerras napoleónicas, Noruega intentó alcanzar la independencia. Esto incluyó una breve guerra contra Suecia, que concluyó con el Tratado de Moss, un acuerdo de unión personal entre Suecia y Noruega, firmado el 14 de agosto de 1814 en la ciudad noruega de Moss. Ese día el Parlamento noruego (Storting) eligió al rey Carlos XIII de Suecia como rey de Noruega.
La relación entre ambos reinos fue de conflicto permanente y llegaría en 1905 a una declaración unilateral de independencia de Noruega, que daba por terminado el régimen de unión personal. La situación se resolvió con la aceptación y el reconocimiento de Noruega como reino independiente por parte del rey Óscar II, el 26 de octubre de 1905. Al final, Haakon VII ascendió al trono de Noruega el 22 de julio de 1906.

## Antecedentes
Suecia y Noruega estuvieron unidas bajo la misma corona en dos ocasiones: de 1319 a 1343 y brevemente de 1449 a 1450 en oposición a Cristián de Oldemburgo, quien fue elegido rey de la Unión de Kalmar por los daneses. Durante los siglos siguientes Noruega permaneció unida con Dinamarca en una unión estrecha, nominalmente como un reino, pero en realidad se redujo al estatus de provincia, gobernada por reyes daneses desde su capital, Copenhague. Después del establecimiento del absolutismo en 1660, se estableció una forma de gobierno más centralizada, pero Noruega mantuvo algunas instituciones separadas, incluidas sus propias leyes, ejército y moneda. Los reinos unidos son conocidos como Dinamarca-Noruega por historiadores posteriores.
Suecia se separó de la Unión de Kalmar en 1523, bajo el rey Gustavo Vasa, y a mediados del siglo xvii alcanzó el estatus de una gran potencia regional después de la intervención de Gustavo Adolfo II en la guerra de los Treinta Años. Las ambiciosas guerras libradas por el rey Carlos XII, sin embargo, llevaron a la pérdida de ese estatus después de la gran guerra del Norte (1700-1721).
Tras la desintegración de la Unión de Kalmar, Suecia y Dinamarca-Noruega siguieron siendo potencias rivales y libraron muchas guerras, durante las cuales Dinamarca y Noruega tuvieron que ceder provincias importantes a Suecia en 1645 y 1658. Suecia también invadió Noruega en 1567, 1644, 1658 y 1716 para arrebatar al país de la unión con Dinamarca y anexarlo o formar una unión. Las repetidas guerras e invasiones llevaron al resentimiento popular contra Suecia entre los noruegos.

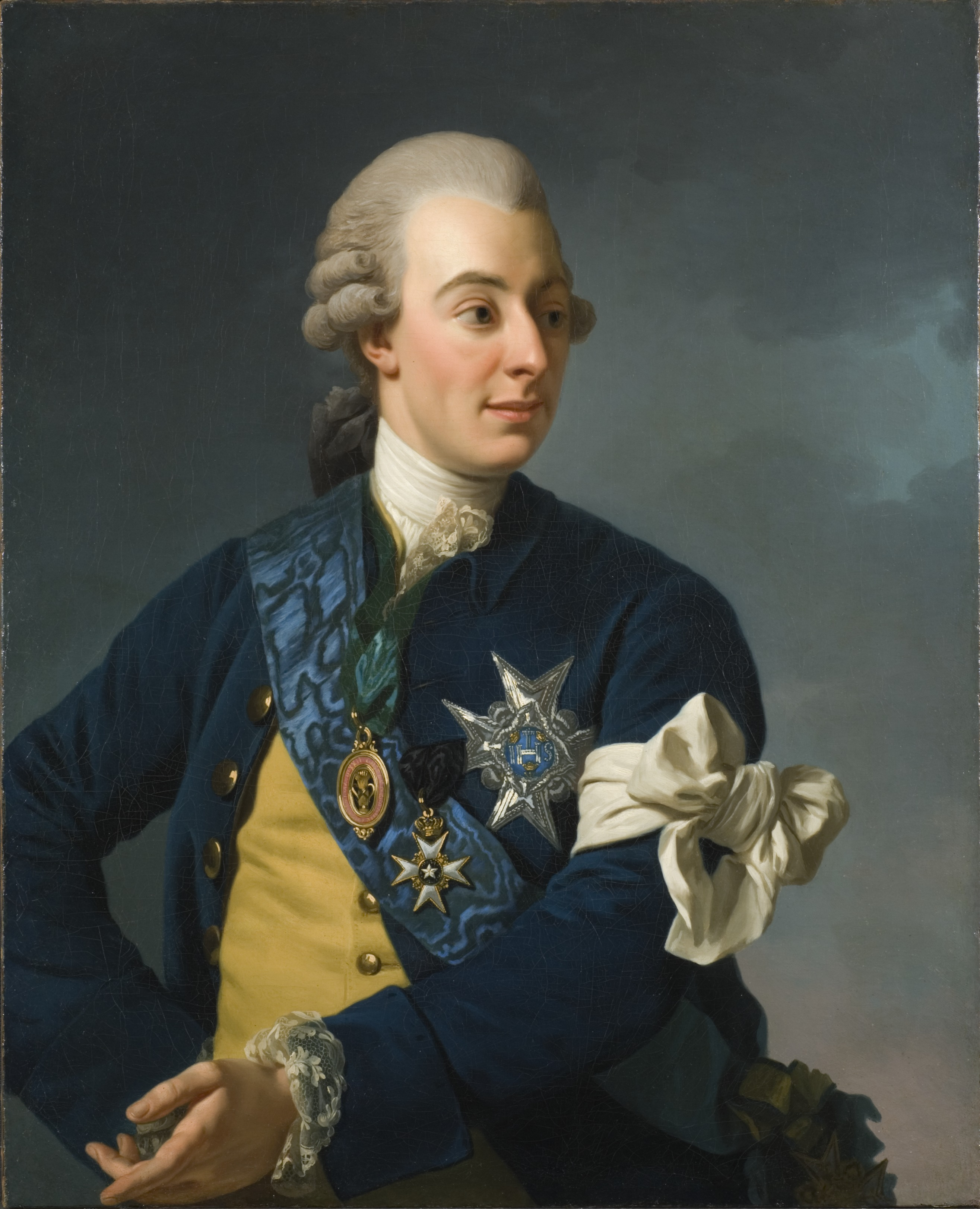
Gustavo III de Alexander Roslin (1772).

Durante el siglo xviii Noruega disfrutó de un período de gran prosperidad y se convirtió en una parte cada vez más importante de la unión. La industria de mayor crecimiento fue la exportación de tablones, con Gran Bretaña como el principal mercado. Los propietarios de aserraderos y comerciantes de madera en la región de Christiania, respaldados por grandes fortunas e influencia económica, formaron un grupo de élite que comenzó a ver al gobierno central en Copenhague como un obstáculo para las aspiraciones noruegas. Su creciente autoafirmación los llevó a cuestionar las políticas que favorecían los intereses daneses y rechazaron las demandas noruegas de importantes instituciones nacionales, como un banco y una universidad. Algunos miembros de esta «aristocracia maderera» vieron a Suecia como un socio más natural y cultivaron contactos comerciales y políticos con Suecia. Alrededor de 1800 muchos noruegos prominentes favorecieron en secreto una ruptura con Dinamarca, sin tomar medidas activas para promover la independencia. Su líder no declarado era el conde Herman Wedel-Jarlsberg.
La política sueca durante el mismo período fue cultivar contactos en Noruega y alentar todas las señales de separatismo. El rey Gustavo III (1746-1792) se acercó activamente a círculos en Noruega que podrían favorecer una unión con Suecia en lugar de Dinamarca.
Con todo, tales esfuerzos en ambos lados de la frontera hacia un «acercamiento» estaban lejos de ser realistas antes de que las guerras napoleónicas crearan las condiciones propicias, al causar trastornos políticos en Escandinavia.

## Consecuencias de las guerras napoleónicas
Suecia y Dinamarca-Noruega intentaron permanecer neutrales durante las guerras napoleónicas y tuvieron éxito durante mucho tiempo, a pesar de muchas invitaciones para unirse a las beligerantes alianzas. Ambos países se unieron al Imperio ruso y al Reino de Prusia en una Liga de Neutralidad Armada en 1800. Dinamarca-Noruega se vio obligada a retirarse de la Liga después de la incursión británica en la marina durante la primera batalla de Copenhague en abril de 1801, pero aún se apegó a una política de neutralidad. La liga colapsó después del asesinato del zar Pablo I de Rusia en marzo del mismo año.
Dinamarca-Noruega se vio obligada a una alianza con Francia después del segundo ataque preventivo británico contra la armada danesa, la conocida como segunda batalla de Copenhague (agosto-septiembre de 1807). La capital indefensa tuvo que rendirse a la armada después de un fuerte bombardeo, porque el ejército estaba en la frontera sur para defenderla de un posible ataque francés. Mientras tanto Suecia se había puesto del lado de los británicos, y Dinamarca-Noruega fue forzada por Napoleón a declararle la guerra el 29 de febrero de 1808.

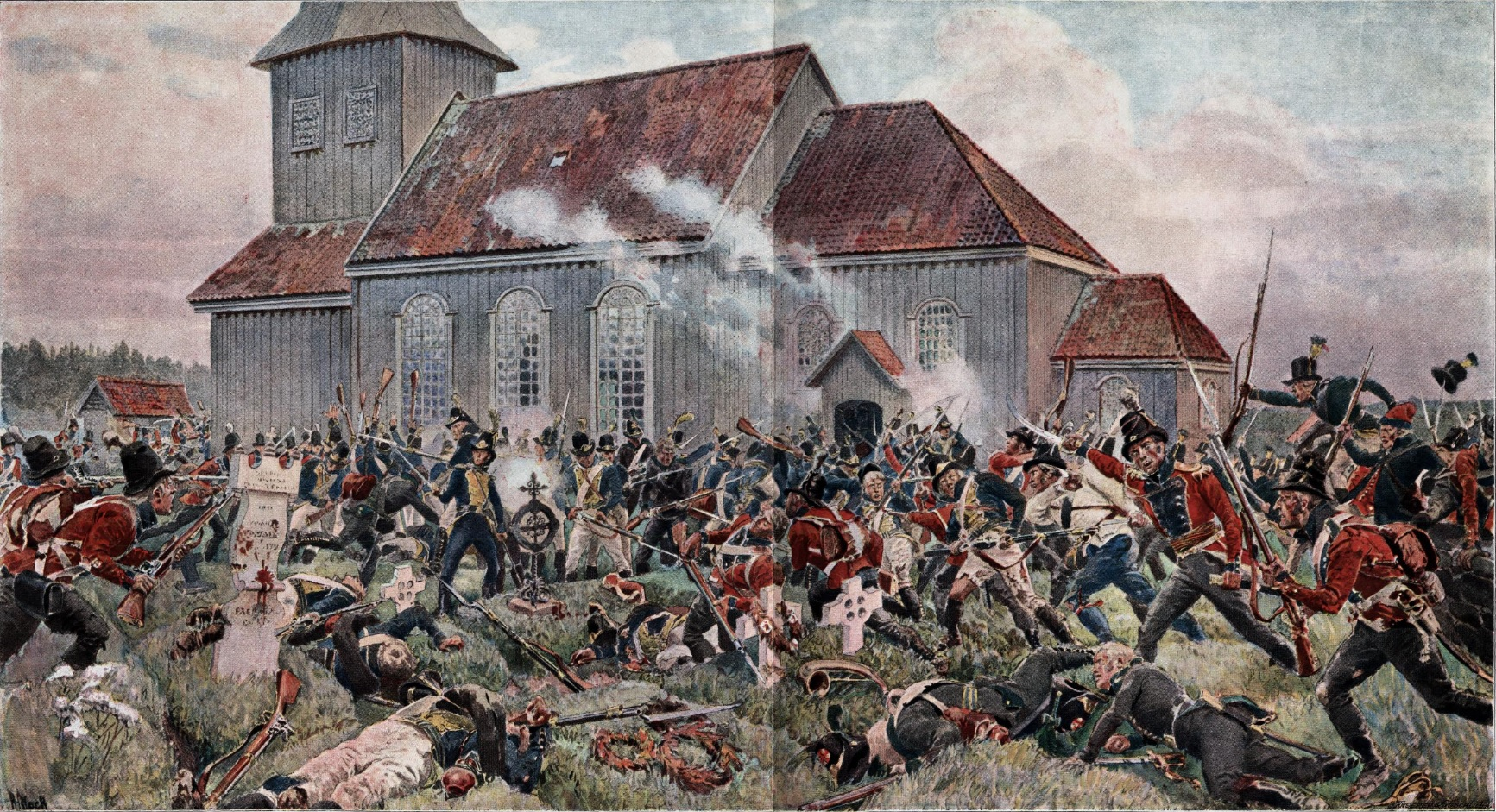
Batalla de Prestebakke de Andreas Bloch (1914).

Debido a que el bloqueo naval británico cortó las comunicaciones entre Dinamarca y Noruega, se estableció un Gobierno noruego provisional en Christiania, dirigido por el general del Ejército, el príncipe Christian August de Augustenborg. Esta primera iniciativa después de varios siglos de gobierno danés demostró que el gobierno local era posible en Noruega, y luego fue visto como una prueba de la viabilidad de la independencia.[cita requerida] El mayor desafío de Christian August fue asegurar el suministro de alimentos durante el bloqueo. Cuando Suecia invadió Noruega en la primavera de 1808, ordenó al ejército del sur de Noruega y obligó a las fuerzas suecas numéricamente superiores a retirarse detrás de la frontera después de las batallas de Toverud (abril de 1808) y Prestebakke (junio de 1808). Su éxito como comandante militar y como líder del Gobierno provisional lo hizo muy popular en Noruega. Además, sus adversarios suecos notaron sus méritos y su popularidad, y en 1809 lo eligieron como sucesor del trono sueco después de que el rey Gustavo IV Adolfo fuera derrocado.
Un factor que contribuyó al mal desempeño de las fuerzas suecas en Noruega fue que, al mismo tiempo, Rusia invadió Finlandia el 21 de febrero de 1808. La guerra en dos frentes resultó desastrosa para Suecia, y toda Finlandia fue cedida a Rusia en la Paz de Fredrikshamn el 17 de septiembre de 1809. Mientras tanto, el descontento con la conducción de la guerra condujo a la deposición del rey Gustavo IV el 13 de mayo de 1809. El príncipe Christian August, el comandante enemigo que había sido ascendido a virrey de Noruega en 1809, fue elegido nuevo rey, pues los insurgentes suecos veían que su gran popularidad entre los noruegos podría abrir el camino para una unión con Noruega y compensar así la pérdida de Finlandia. También se le tenía en alta estima porque se había abstenido de perseguir al ejército sueco en retirada, mientras que Rusia presionó a ese país en la guerra finlandesa. Christian August fue elegido príncipe heredero de Suecia el 29 de diciembre de 1809 y abandonó Noruega el 7 de enero de 1810. Después de su repentina muerte en mayo de 1810, Suecia eligió como su sucesor a otro general enemigo, el mariscal francés Jean Baptiste Bernadotte (futuro Carlos XIV Juan), quien también fue visto como un galante adversario y había demostrado su habilidad como comandante.

## Suecia busca compensación por la pérdida de Finlandia
El objetivo principal de la política exterior de Bernadotte como príncipe heredero fue la adquisición de Noruega, y persiguió ese objetivo al renunciar definitivamente a las reclamaciones de Suecia en Finlandia y unirse a los enemigos de Napoleón. En 1812 firmó con Rusia el tratado secreto de San Petersburgo, contra Francia y Dinamarca-Noruega. Su política exterior provocó algunas críticas entre los políticos suecos, quienes consideraron inmoral indemnizar a Suecia a expensas de un vecino amigo más débil. Además, el Reino Unido y Rusia insistieron en que el primer deber de Carlos Juan era la coalición antinapoleónica. Gran Bretaña se opuso enérgicamente al gasto de sus subsidios en la nefasta aventura noruega antes de que el enemigo común fuera aplastado. Solo después de su muy desagradable cumplimiento, el Reino Unido también prometió apoyar la unión de Noruega y Suecia por el Tratado de Estocolmo del 3 de marzo de 1813. Algunas semanas después el zar le dio la misma garantía, y en abril el rey de Prusia también prometió a Noruega como su premio por unirse a la batalla contra Napoleón. Mientras tanto, Suecia obligó a sus aliados al unirse a la Sexta Coalición y declarar la guerra contra Francia y Dinamarca-Noruega el 24 de marzo de 1813.
Durante sus campañas en el continente, Bernadotte dirigió con éxito el Ejército del Norte en la batalla de Leipzig, y luego marchó contra Dinamarca para obligar al rey danés a rendir Noruega.

## 1814

### Tratado de Kiel
El 7 de enero, a punto de ser invadido por tropas suecas, rusas y alemanas bajo el mando del príncipe heredero electo de Suecia, el rey Federico VI de Dinamarca (y de Noruega) acordó ceder Noruega al rey de Suecia para evitar una ocupación de Jutlandia.
Estos términos se formalizaron y firmaron el 14 de enero en el Tratado de Kiel, en que Dinamarca negoció para mantener la soberanía sobre las posesiones noruegas de las islas Feroe, Islandia y Groenlandia. El artículo IV del tratado establece que Noruega fue cedida al «Rey de Suecia», y no al Reino de Suecia, una disposición favorable a sus antiguos súbditos noruegos, así como a su futuro rey, cuya posición como antiguo revolucionario convertido en heredero del trono sueco estaba lejos de ser segura. La correspondencia secreta del Gobierno británico en los días anteriores había presionado a las partes negociadoras para que llegaran a un acuerdo a fin de evitar una invasión a gran escala de Dinamarca. Bernadotte envió una carta a los gobiernos de Prusia, Austria y el Reino Unido, agradeciéndoles su apoyo, reconociendo el papel de Rusia en la negociación de la paz y visualizando una mayor estabilidad en la región nórdica. El 18 de enero el rey danés emitió una carta al pueblo noruego, liberándolo de su lealtad hacia él.

### Intento de golpe de Estado por el príncipe hereditario Cristián Federico

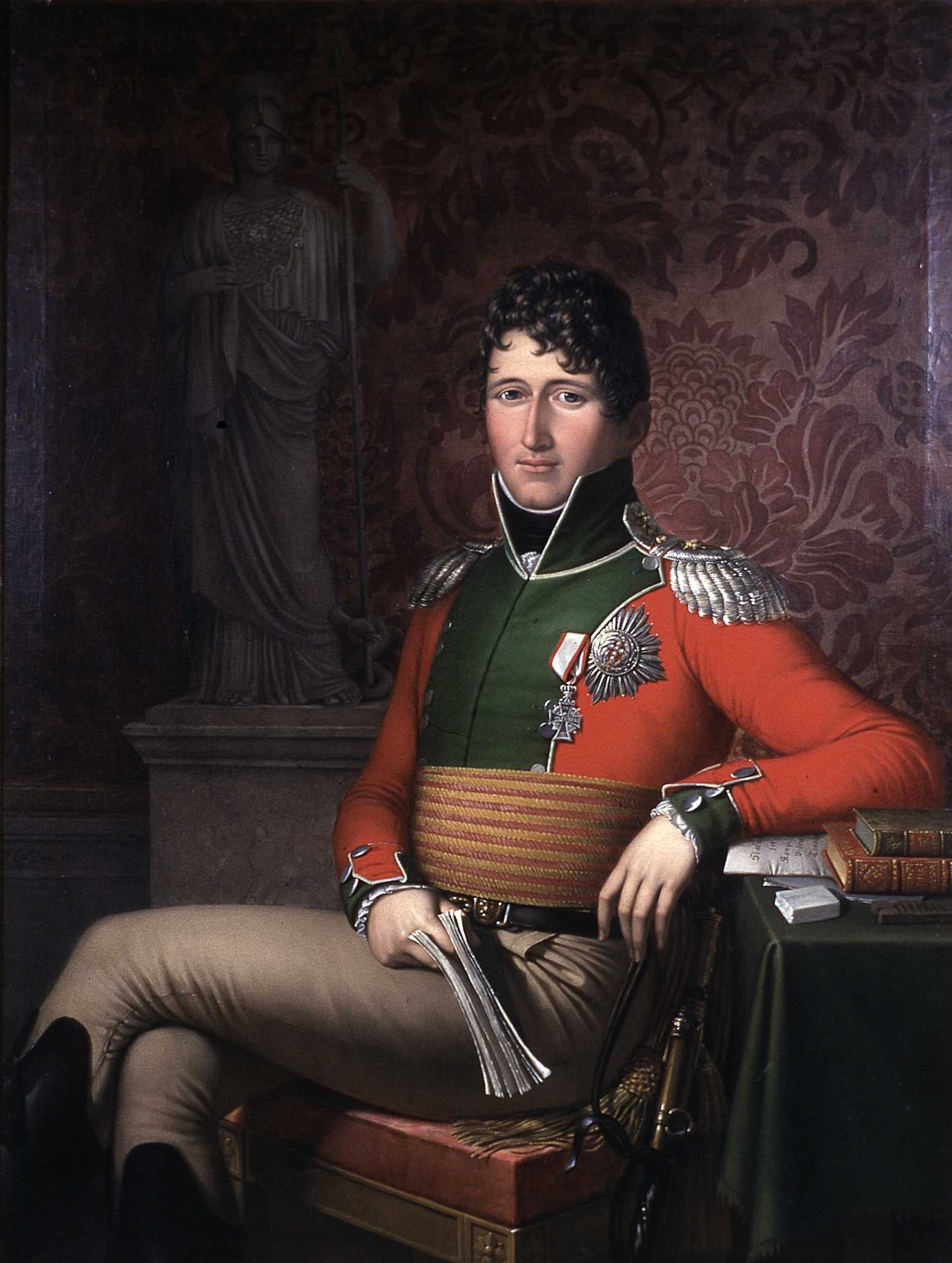
Cristián Federico por Johan L. Lund (1813).

Ya en Noruega, el virrey y príncipe heredero Cristián Federico resolvió preservar la integridad del país y, de ser posible, la unión con Dinamarca, tomando la iniciativa en una insurrección noruega. El rey fue informado de estos planes en una carta secreta de diciembre de 1813 y probablemente los acompañó. A primera vista, se adhirió a las condiciones del Tratado de Kiel al ordenarle a Cristián Federico que rindiera las fortalezas fronterizas y regresara a Dinamarca. Pero Cristián Federico se guardó el contenido de la carta para sí mismo y ordenó a sus tropas que sostuvieran las fortalezas. Decidió reclamar el trono de Noruega como heredero legítimo y establecer un gobierno independiente con él a la cabeza. El 30 de enero consultó a varios asesores noruegos prominentes, argumentando que el rey Federico no tenía derecho legal a renunciar a su herencia, que era el legítimo rey de Noruega y que Noruega tenía derecho a la libre determinación. Su improvisado consejo estuvo de acuerdo con él, preparando el escenario para un movimiento de independencia.
El 2 de febrero el público noruego recibió la noticia de que su país había sido cedido al rey de Suecia. Causó una indignación general entre la mayoría de las personas, a quienes no les gustó la idea de ser sometidos al dominio sueco, y con entusiasmo respaldaron la idea de la independencia nacional. El príncipe heredero sueco Bernadotte respondió amenazando con enviar un ejército para ocupar Noruega y mantener el embargo de granos, a menos que el país cumpliera voluntariamente con las disposiciones del Tratado de Kiel. En ese caso, convocaría a una convención constitucional; pero, por el momento, estaba ocupado con las batallas finales en el continente, lo que dio tiempo a los noruegos para desarrollar sus planes.

#### El movimiento de independencia crece bajo amenaza de guerra
El 10 de febrero Cristián Federico invitó a destacados noruegos a una reunión que se celebraría en la finca de su amigo Carsten Anker, en Eidsvoll, para discutir la situación. Les informó de su intención de resistir la hegemonía sueca y reclamar la corona noruega como su herencia. En la emotiva sesión de Eidsvoll, no obstante, sus asesores lo convencieron de que el reclamo de independencia de Noruega debería basarse en el principio de autodeterminación, y que debería actuar como regente por el momento. De vuelta en Christiania el 19 de febrero, Cristián Federico se proclamó regente de Noruega. Ordenó que todas las congregaciones se reunieran el 25 de febrero para jurar lealtad a la causa de la independencia de Noruega y elegir delegados a una asamblea constitucional para reunirse en Eidsvoll el 10 de abril.
El Gobierno sueco envió de inmediato una misión a Cristián Federico, donde le advertía de que la insurrección violaba el Tratado de Kiel, y puso a Noruega en guerra con las potencias aliadas. Las consecuencias serían hambruna y bancarrota. Cristián Federico envió cartas a través de su red personal a Gobiernos de toda Europa, asegurándoles que no estaba liderando una conspiración danesa para revertir los términos del tratado y que sus esfuerzos reflejaban la voluntad noruega de autodeterminación. También buscó un alojamiento secreto con Napoleón.
La delegación sueca llegó a Christiania el 24 de febrero. Cristián Federico se negó a aceptar una proclamación del rey sueco, pero insistió en leer su carta al pueblo noruego, proclamándose regente. Los suecos caracterizaron sus decisiones como imprudentes e ilegales, y regresaron a Suecia. Al día siguiente las campanas de las iglesias en Christiania sonaron durante una hora completa, y los ciudadanos de la ciudad se reunieron para jurar fidelidad a Cristián Federico.
Carsten Anker fue enviado a Londres para negociar el reconocimiento del Gobierno británico, con esta instrucción del regente:

Nuestra principal necesidad es la paz con Inglaterra. Si, Dios no lo quiera, nuestra esperanza de apoyo en inglés se ve frustrada, debe dejarlo claro al ministro cuáles serán las consecuencias de dejar a un pueblo indigno en la miseria. Nuestra primera obligación será la venganza más sangrienta contra Suecia y sus amigos; pero nunca debes perder la esperanza de que Inglaterra se dé cuenta de la injusticia que nos está haciendo, y expresarlo hasta el último momento, así como nuestro constante deseo de paz.[cita requerida]

La petición de apoyo de Anker fue rechazada firmemente por el primer ministro Lord Liverpool, pero persistió en su misión de convencer a sus contactos entre aristócratas y políticos británicos de la causa justa de Noruega. Logró introducir esa causa en el Parlamento, donde Earl Gray habló durante casi tres horas en la Cámara de los Lores el 10 de mayo. Sus argumentos también se expresaron en la Cámara de los Comunes: después de haber luchado por la libertad en Europa durante veintidós años, el Reino Unido no podía seguir luchando por el sometimiento forzado de un pueblo libre bajo un yugo extranjero. Pero el Tratado entre Gran Bretaña y Suecia no podía ser ignorado: Suecia había ayudado a los aliados durante la guerra y había que cumplir las promesas. Anker permaneció en Londres hasta el otoño, manteniendo obstinadamente sus esfuerzos para despertar simpatía y apoyo a los intereses noruegos.
A principios de marzo Cristián Federico también había organizado un gabinete y cinco departamentos gubernamentales, aunque él mismo conservaba toda la autoridad para tomar decisiones.

#### Cristián Federico se encuentra con una creciente oposición
El conde Wedel-Jarlsberg, el miembro más destacado de la nobleza noruega, había estado en Dinamarca para organizar suministros de alimentos para la población hambrienta, mientras que el príncipe Cristián Federico organizó su insurrección. En su viaje de regreso se tomó un tiempo libre para ver al conde Hans Henrik von Essen, recién nombrado gobernador general sueco de Noruega. Cuando llegó en marzo advirtió al regente que estaba jugando un juego peligroso, pero se le acusó de coludir con Suecia. La opinión pública criticaba cada vez más la política del regente, sospechoso de maniobrar para devolver a Noruega a la soberanía danesa.
El 9 de marzo la misión sueca en Copenhague exigió que Cristián Federico fuera desheredado de la sucesión al trono danés; asimismo, las potencias europeas debían ir a la guerra con Dinamarca, a menos que se desvinculara del movimiento de independencia noruego. Niels Rosenkrantz, el ministro de Asuntos Exteriores danés, respondió a las demandas suecas afirmando que el Gobierno danés de ninguna manera apoyaba la independencia de Noruega, pero que no podían desocupar los puestos fronterizos que no tenían. La demanda de desheredar a Cristián Federico no fue abordada. Las tropas suecas se concentraron a lo largo de la frontera y día a día circulaban rumores de una invasión. En varias cartas a Von Essen, comandante de las fuerzas suecas en las fronteras de Noruega, el rey Bernadotte se refirió a Cristián Federico como rebelde y ordenó que todos los funcionarios daneses que no regresaran a casa fueran tratados como forajidos. Pero el regente respondió confiscando todos los barcos de la marina estacionados en Noruega y arrestando a los oficiales que planeaban navegarlos a Dinamarca.
El 1 de abril el rey Federico VI de Dinamarca envió una carta a Cristián Federico, pidiéndole que abandonara sus esfuerzos y regresara a Dinamarca. Se mencionó la posibilidad de desheredar al príncipe heredero. Cristián Federico rechazó la obertura invocando el derecho de autodeterminación de Noruega, así como la posibilidad de reunir a Noruega y Dinamarca en el futuro. Unos días después Cristián Federico advirtió una reunión con el ministro de Asuntos Exteriores danés, señalando que avivaría las especulaciones de que el príncipe estaba motivado por los diseños daneses en Noruega.
Aunque las potencias europeas se negaron a reconocer el movimiento de independencia de Noruega, a principios de abril hubo indicios de que no estaban dispuestas a ponerse del lado de Suecia en una confrontación total. A medida que se acercaba la convención constitucional, el movimiento de independencia ganó fuerza.

#### La convención constitucional
El 10 de abril los delegados se reunieron en Eidsvoll. Sentada en bancos incómodos, la convención eligió a sus oficiales en presencia de Cristián Federico el 11 de abril, antes de que comenzaran los debates al día siguiente. Pronto se formaron dos partidos: el «partido de la independencia», conocido como «partido danés» o «del príncipe», y por otro lado el «partido de la unión», también conocido como el «partido sueco». Todos los delegados acordaron que la independencia sería la solución ideal, pero no estuvieron de acuerdo con lo que era factible.
- El partido de la independencia tenía la mayoría y argumentó que el mandato se limitaba a formalizar la independencia de Noruega, basada en el juramento popular de lealtad a principios de ese año. Con Cristián Federico como regente, la relación con Dinamarca se negociaría en el contexto de la independencia de Noruega.
- El partido de la unión, una minoría de los delegados, creía que Noruega alcanzaría un estatus más independiente dentro de una unión libre con Suecia que como parte de la monarquía danesa, y que la Asamblea debería continuar su trabajo incluso después de que se completara la Constitución.

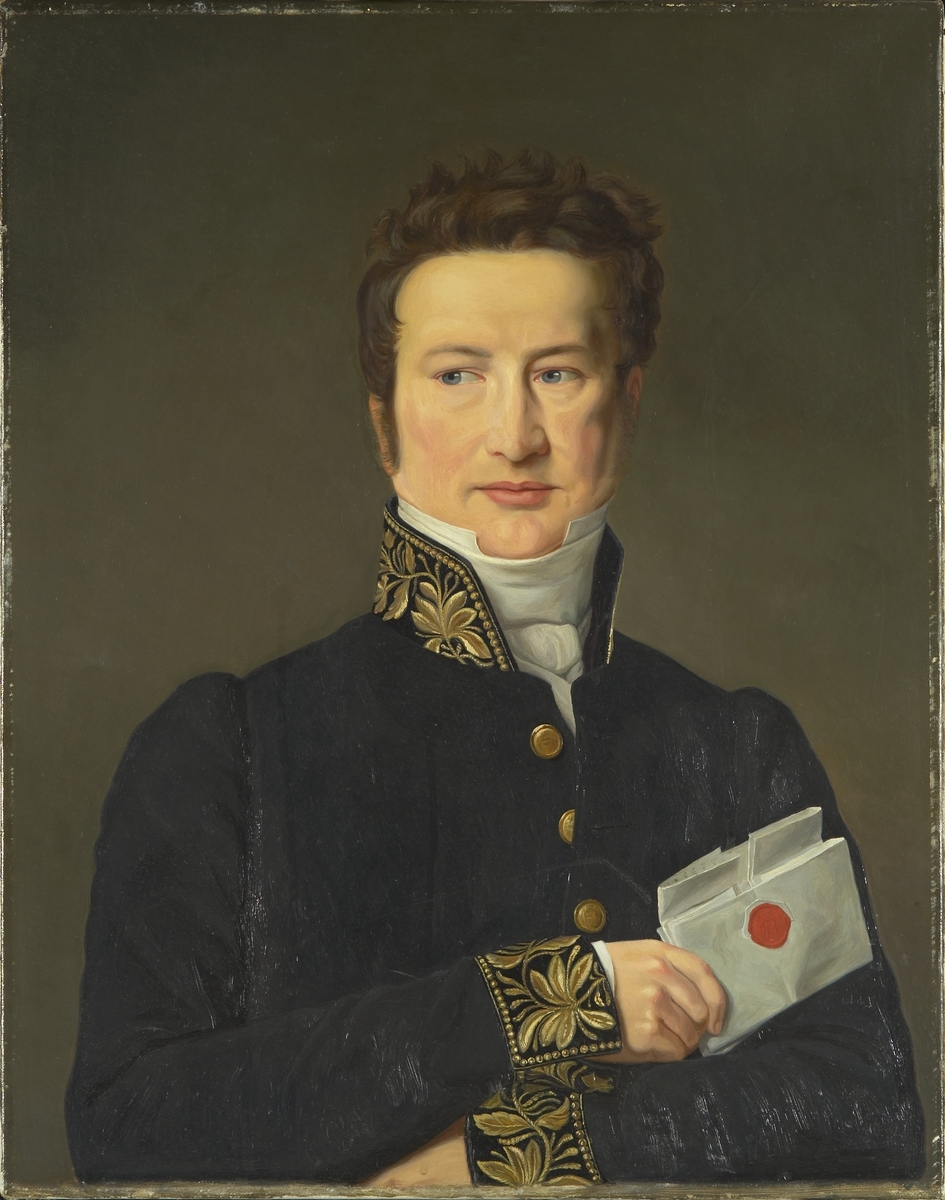
Johan Gunder Adler de C.W. Eckersberg (1800).

El Comité Constitucional presentó sus propuestas el 16 de abril, provocando un animado debate. El partido de la independencia ganó el día con una mayoría de 78 frente a 33 votos para establecer a Noruega como una monarquía independiente. En los días siguientes surgieron sospechas y desconfianzas mutuas dentro de la Convención. Los delegados no estuvieron de acuerdo sobre si considerar los sentimientos de las potencias europeas; era posible que se les hubiesen ocultado algunos hechos.
Para el 20 de abril, el principio del derecho del pueblo a la autodeterminación articulado por Christian Magnus Falsen y Gunder Adler se había establecido como la base de la Constitución, cuyo primer borrador fue firmado por el comité de redacción el 1 de mayo. Los preceptos clave incluían la garantía de la libertad individual, el derecho a la propiedad y la igualdad.
Después de un debate polémico el 4 de mayo, laAasamblea decidió que Noruega se adheriría a la fe luterana, que su monarca siempre se había profesado a esta fe (evitando así que Bernadotte, francés católico, fuera rey) y que judíos y jesuitas tendrían prohibido entrar en el reino. Pero el partido de la independencia perdió otra batalla cuando la asamblea votó 98 a 11 para permitir que el monarca reine sobre otro país con el asentimiento de dos tercios de la asamblea legislativa.
Aunque el edicto final de la Constitución se firmó el 18 de mayo, la elección unánime de Cristián Federico el 17 de mayo se considera el Día de la Constitución en Noruega. La elección fue unánime, pero varios de los delegados habían pedido que se pospusiera hasta que la situación política se estabilizara.

#### Búsqueda de legitimidad nacional e internacional
El 22 de mayo el rey recién elegido hizo una entrada triunfal en Christiania. Los cañones de la fortaleza de Akershus sonaron como saludo real y se celebró un servicio especial en la catedral. Continuaba la preocupación por el clima internacional, y el Gobierno decidió enviar a dos de los delegados de la Asamblea Constitucional para unirse a Carsten Anker en Inglaterra, a fin de defender el caso de Noruega. El primer Consejo de Estado se reunió y estableció la Corte Suprema.
El 5 de junio el emisario británico John Philip Morier llegó a Christiania en lo que parecía ser una visita no oficial. Aceptó la hospitalidad de uno de los ministros de Cristián Federico y acordó reunirse con el rey de manera informal, subrayando que nada de lo que hiciera debía interpretarse como un reconocimiento de la independencia de Noruega. Se rumoreaba que Morier quería que Bernadotte fuera depuesto y exiliado a la isla danesa de Bornholm. El rey le pidió al Reino Unido que mediara entre Noruega y Suecia, pero Morier nunca se desvió del rechazo británico de una Noruega independiente. Exigió que Noruega se sometiera a la supremacía sueca y también que la posición de su Gobierno se imprimiera en todos los periódicos noruegos. El 10 de junio el Ejército noruego se movilizó y se distribuyeron armas y municiones.
El 16 de junio Carsten Anker escribió a Cristián Federico sobre sus recientes conversaciones con un diplomático prusiano de alto rango. Se enteró de que Prusia y Austria estaban disminuyendo en su apoyo a las reclamaciones de Suecia a Noruega, que el zar Alejandro I de Rusia (primo lejano de Cristián Federico) favorecía una unión sueco-noruega —pero sin Bernadotte como rey— y que el Reino Unido buscaba una solución que mantuviera a Noruega fuera de la influencia de Rusia.

#### Preludio a la guerra
El 26 de junio los emisarios de Rusia, Prusia, Austria y el Reino Unido llegaron a Vänersborg (Suecia) para persuadir a Cristián Federico de cumplir con las disposiciones del Tratado de Kiel. Allí conversaron con Von Essen, quien les dijo que 65 000 tropas suecas estaban listas para invadir Noruega. El 30 de junio los emisarios llegaron a Christiania, donde rechazaron la hospitalidad de Cristián Federico. Al reunirse con el Consejo de Estado noruego al día siguiente, el emisario ruso Orlov les dio la opción a los presentes: Noruega podría someterse a la Corona sueca o enfrentar la guerra con el resto de Europa. Cuando Cristián Federico argumentó que el pueblo noruego tenía derecho a determinar su propio destino, el emisario austriaco August Ernst von Steigentesch hizo el famoso comentario: «¿La gente? ¿Qué tienen que decir en contra de la voluntad de sus gobernantes? Eso sería poner al mundo de cabeza.»
En el curso de las negociaciones, Cristián Federico ofreció renunciar al trono y regresar a Dinamarca, siempre que los noruegos pudieran opinar en su futuro a través de una sesión extraordinaria del Storting. Sin embargo, se negó a entregar los fuertes fronterizos noruegos a las tropas suecas. La delegación de las cuatro potencias rechazó la propuesta de Cristián Federico de que la constitución de Noruega formara la base para las negociaciones sobre una unión con Suecia, pero prometió presentar la propuesta al rey sueco para su consideración.
El 20 de julio Bernadotte envió una carta a su «primo» Cristián Federico donde lo acusaba de intrigas y aventuras temerarias. Dos días después se reunió con la delegación que había estado en Noruega. Lo alentaron a considerar los términos propuestos por Cristián Federico para una unión con Suecia, pero el príncipe heredero se indignó. Reiteró su ultimátum de que Cristián Federico renunciara a todos los derechos al trono y abandonara los puestos fronterizos, o enfrentaría la guerra. El 27 de julio una flota sueca se apoderó de las islas de Hvaler, en el sur del reino, poniendo efectivamente a Suecia en guerra con Noruega. Al día siguiente Cristián Federico rechazó el ultimátum sueco, diciendo que la rendición constituiría una traición contra el pueblo. El 29 de julio las fuerzas suecas invadieron Noruega.

#### Una guerra corta con dos ganadores
Las fuerzas suecas encontraron poca resistencia mientras avanzaban hacia el norte hacia Noruega, evitando la fortaleza de Fredriksten. Las primeras hostilidades fueron cortas y terminaron con victorias decisivas para Suecia. Para el 4 de agosto la ciudad fortificada de Fredrikstad se rindió. Cristián Federico ordenó un retiro al río Glomma. Tratando de interceptar la retirada, el ejército sueco fue detenido unos sesenta kilómetros al norte, en la batalla de Langnes, una importante victoria táctica para los noruegos. Los asaltos suecos del este se resistieron efectivamente cerca de Kongsvinger, otros cien kilómetros al norte.
El 3 de agosto Cristián Federico anunció su voluntad política en una reunión de gabinete en Moss. El 7 de agosto una delegación de Bernadotte llegó al cuartel general militar noruego en Spydeberg con una oferta de alto el fuego, basada en la promesa de una unión con respeto a la Constitución noruega. Al día siguiente Cristián Federico se expresó a favor de los términos y permitió que las tropas suecas permanecieran en posiciones al este del Glomma. Las hostilidades estallaron en Glomma, causando bajas, pero las fuerzas noruegas recibieron la orden de retirarse. Las negociaciones de paz con los enviados suecos comenzaron en Moss el 10 de agosto. El 14 de agosto se concluyó la Convención de Moss: un alto el fuego general basado efectivamente en términos de paz.
Cristián Federico logró excluir del texto cualquier indicio de que Noruega hubiera reconocido el Tratado de Kiel, y Suecia aceptó que no debía considerarse una premisa de una futura unión entre los dos reinos. Comprendiendo la ventaja de evitar una guerra costosa y de permitir que Noruega ingresase voluntariamente en una unión en lugar de anexarse como territorio conquistado, Bernadotte ofreció condiciones de paz favorables. Prometió reconocer la Constitución noruega, con solo las enmiendas necesarias para permitir una unión de los dos países. Cristián Federico acordó convocar una sesión extraordinaria del Storting en septiembre u octubre. Luego tendría que transferir sus poderes a los representantes electos del pueblo, quienes negociarían los términos de la unión con Suecia.

#### Un alto al fuego incómodo

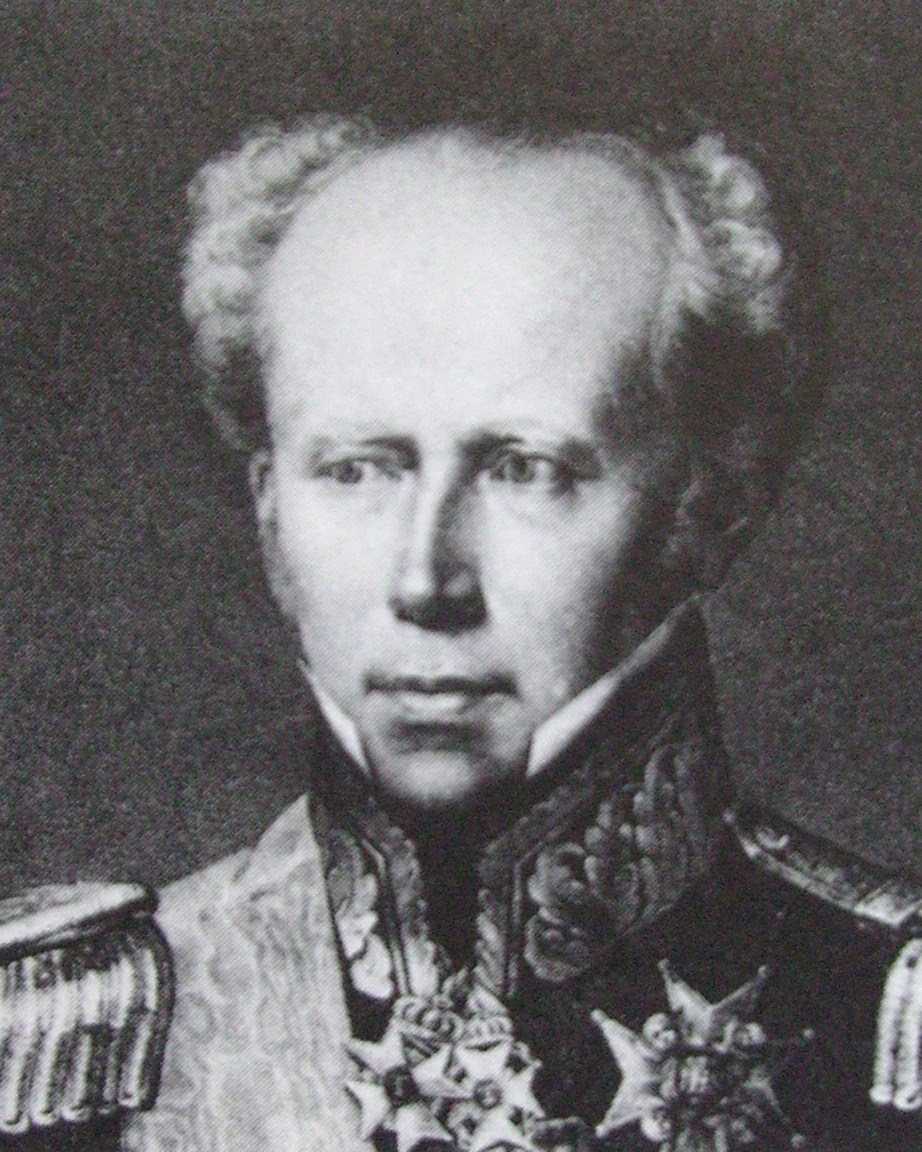
Magnus Björnstjerna (artista desconocido).

La noticia golpeó fuertemente al público noruego, y las reacciones incluyeron enojo por la «cobardía» y la «traición» de los comandantes militares, la desesperación por las perspectivas de la independencia de Noruega y la confusión sobre las opciones del país. Cristián Federico confirmó su disposición a abdicar del trono por «razones de salud» y dejó su autoridad en el Consejo de Estado, según lo acordado en un protocolo secreto en Moss. En una carta fechada el 28 de agosto, ordenó al Consejo que aceptara órdenes de la «máxima autoridad», refiriéndose implícitamente al rey sueco. Dos días después Bernadotte se proclamó gobernante de Suecia y Noruega.
El 3 de septiembre los británicos anunciaron que levantaban el bloqueo naval de Noruega. Se reanudó el servicio postal entre Noruega y Suecia. El general sueco en las regiones fronterizas ocupadas de Noruega, Magnus Björnstjerna, amenazó con reanudar las hostilidades si los noruegos no cumplían con el acuerdo de armisticio y aceptaban voluntariamente la unión con Suecia. Cristián Federico tenía fama de haber caído en una profunda depresión y se lo culpaba de las derrotas en el campo de batalla.
A fines de septiembre surgió una disputa entre las autoridades suecas y el Consejo de Estado noruego sobre la distribución de granos entre los pobres en Christiania. El grano fue pensado como un regalo del rey «noruego» para sus nuevos súbditos, pero se convirtió en una cuestión de principio que el Consejo noruego evitara la apariencia de que Noruega tenía un nuevo rey hasta que se formalizara la transición. Björnstjerna envió varias misivas amenazando con reanudar las hostilidades.

#### Cumpliendo las condiciones de la Convención de Moss
A principios de octubre los noruegos nuevamente se negaron a aceptar un envío de maíz de Bernadotte, y los comerciantes noruegos tomaron préstamos para comprar alimentos y otras necesidades de Dinamarca. Sin embargo, a principios de octubre se aceptaba generalmente que la unión con Suecia era inevitable. El 7 de octubre se convocó una sesión extraordinaria del Storting. Los delegados de las áreas ocupadas por Suecia en Østfold fueron admitidos solo después de presentar garantías de que no tenían lealtad a las autoridades suecas. El 10 de octubre Cristián Federico abdicó de acuerdo con las condiciones acordadas en Moss y se embarcó para Dinamarca. Los poderes ejecutivos se asignaron provisionalmente al Storting, hasta que se pudieran promulgar las enmiendas necesarias a la Constitución.
Un día antes de que expirara el alto el fuego, el Storting votó 72 a 5 para unirse a Suecia en una unión personal, pero no se aprobó una moción para elegir al rey Carlos XIII de Noruega. La cuestión se dejó de lado en espera de las enmiendas constitucionales necesarias. En los días siguientes el Storting aprobó varias resoluciones para afirmar la mayor soberanía posible dentro de la unión. El 1 de noviembre votaron 52 a 25 para que Noruega no nombrara a sus propios cónsules, una decisión que luego tendría serias consecuencias. El Storting adoptó las enmiendas constitucionales que se requerían para permitir la unión el 4 de noviembre, y eligió por unanimidad a Carlos XIII rey de Noruega, en lugar de reconocerlo como tal.

## La unión
El nuevo rey nunca pisó su reino noruego, pero su heredero adoptivo Bernadotte, ahora Carlos XIV Juan, llegó a Christiania el 18 de noviembre de 1814. En su reunión con el Storting aceptó la elección y juró defender la Constitución en nombre del rey. En su discurso el príncipe heredero enfatizó que la unión era una liga en que el rey había entrado con el pueblo de Noruega, y que «había elegido asumir las obligaciones que eran de mayor valor para su corazón, las que expresaban amor a la gente, en lugar de los privilegios que se adquirieron mediante tratados solemnes». Su renuncia al Tratado de Kiel como base legal para la unión fue respaldada por el Riksdag sueco en el preámbulo de la Ley de la unión el 15 de agosto de 1815. Para comprender la naturaleza de la unión es necesario conocer los acontecimientos históricos que llevaron a su establecimiento. Esto demuestra claramente que Suecia, ayudado por las principales potencias, obligó a Noruega a ingresar a la unión. Por otro lado, Noruega, con la ayuda de las mismas potencias, dictó esencialmente los términos de la unión.
Las semillas de la discordia eran, por supuesto, inherentes a una asociación constitucional de dos partidos basada en cálculos tan conflictivos. Suecia lo vio como la realización de una idea que había sido cuidada durante siglos y que había sido fortalecida por la reciente pérdida de Finlandia. Se esperaba que, con el tiempo, los renuentes noruegos aceptarían una relación más estrecha. Los noruegos, sin embargo, como la parte más débil, exigieron un estricto cumplimiento de las condiciones acordadas y guardaron celosamente la observancia constante de todos los detalles que confirmaban la igualdad entre los dos estados.
Una característica importante de la unión fue que Noruega tenía una constitución más democrática que Suecia. La Constitución noruega de 1814 se adhirió más estrictamente al principio de separación de poderes y estableció una legislatura unicameral modificada con más autoridad que cualquier legislatura en Europa. En contraste, el rey de Suecia era un casi autócrata: el Instrumento de Gobierno de 1809 declaraba inequívocamente que «solo el rey gobernará el reino». Más ciudadanos (varones) en Noruega (alrededor del 40 %) tenían derecho a votar que en la Suecia socialmente más estratificada. Durante los primeros años de la unión, una clase influyente de funcionarios dominaron la política noruega. Pero eran pocos en número y podrían perder fácilmente su control si los nuevos electores decidieran aprovechar su superioridad numérica eligiendo miembros de los estratos sociales más bajos. Para preservar su hegemonía, los funcionarios formaron una alianza con los prósperos agricultores de las regiones. Una política favorable a los intereses agrícolas y rurales aseguró su lealtad por el momento. Pero con la disposición constitucional de que dos tercios de los miembros del Parlamento serían elegidos de los distritos rurales, más agricultores serían finalmente elegidos. La legislación que alentó la participación popular en el gobierno local culminó con la introducción del autogobierno local en 1837, que creó las 373 zonas rurales (Formannskapsdistrikt), correspondientes a las parroquias de la Iglesia noruega. La participación popular en el gobierno local brindó a los ciudadanos más experiencia administrativa y política, y eventualmente promoverían sus propias causas, a menudo en oposición a la clase de funcionarios.
La creciente democratización de Noruega tendería a separar los sistemas políticos de ambos países, complicaría la cooperación entre los dos y, en última instancia, conduciría a la disolución de la unión. Por ejemplo, mientras el rey tenía el poder del veto absoluto en Suecia, solo tenía un veto de suspensión en Noruega. Carlos Juan exigió que el Storting le otorgara un veto absoluto, pero se vio obligado a retroceder. Mientras que la Constitución confería el poder ejecutivo al rey, en la práctica cada vez más descansaba en su Consejo de Estado (Statsråd). Un hito en este proceso se produjo en 1884, cuando Noruega se convirtió en la primera monarquía escandinava en adoptar un gobierno parlamentario. Después de 1884 el rey ya no pudo nombrar un Gobierno de su propia elección o mantenerlo en el cargo contra la voluntad del Storting. En cambio, solo podía nombrar a miembros del partido o coalición con mayoría en el Storting. El Consejo también se hizo responsable ante el Storting, de modo que un voto de confianza fallido provocaría la renuncia del Gobierno. En comparación, el gobierno parlamentario no se estableció en Suecia hasta 1905, justo antes del final de la unión.

### El acta de unión

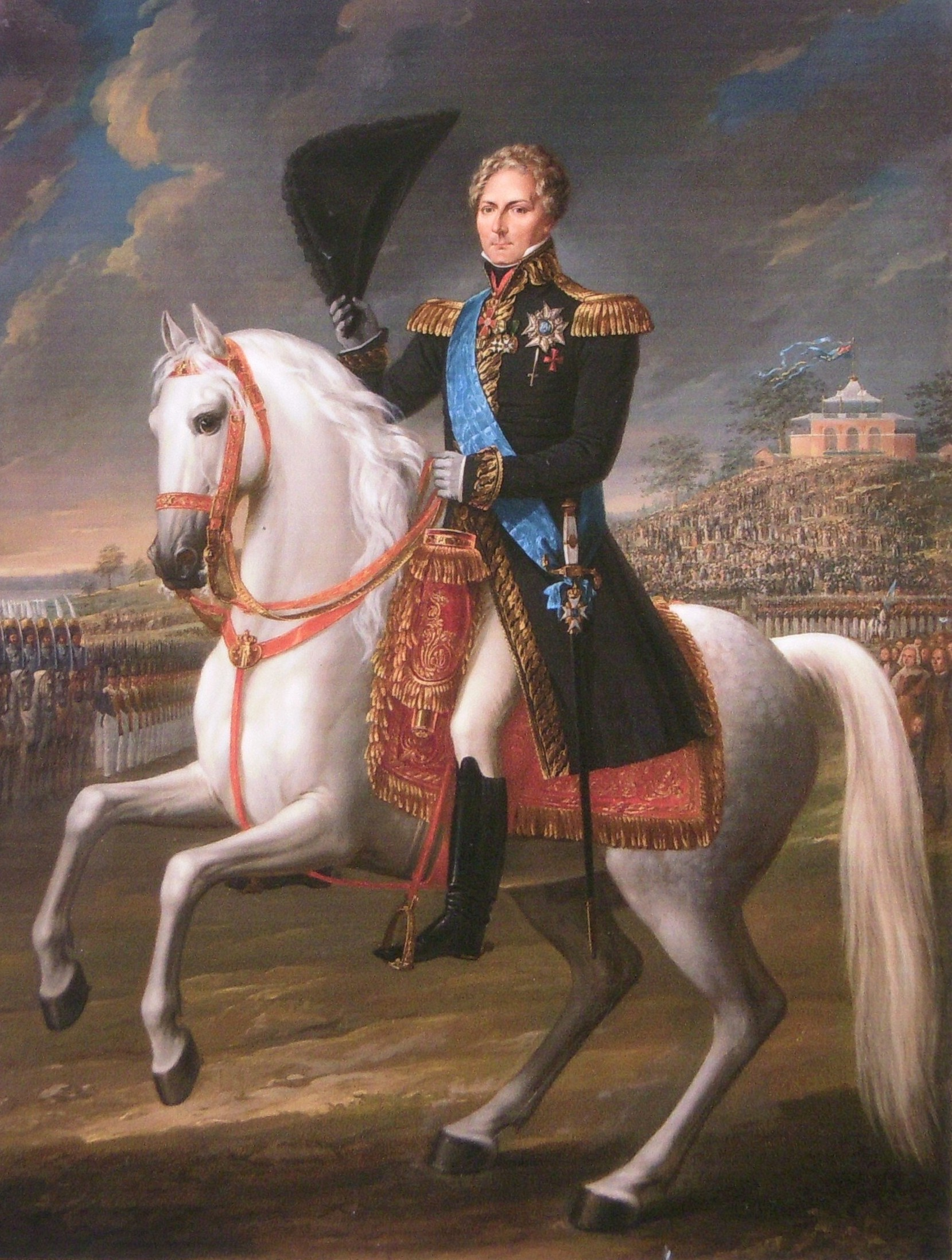
Rey Carlos XIV Juan de Suecia por Fredric Westin (1838).

La falta de una base constitucional común para la unión fue sentida con fuerza por el príncipe heredero Carlos Juan durante su primer año. Los documentos fundamentales eran solo la Convención de Moss y la Constitución noruega revisada del 4 de noviembre de 1814. Pero el conservador Riksdag sueco no había permitido que se revisara la Constitución sueca. Por lo tanto, se debía negociar un tratado bilateral para aclarar los procedimientos y tratar las cuestiones constitucionales que debían decidir ambos Gobiernos en conjunto.
El Acto de Unión (Riksakten) se negoció durante la primavera de 1815, con el primer ministro Peder Anker al frente de la delegación noruega. El tratado contenía doce artículos que trataban sobre la autoridad del rey, la relación entre las dos legislaturas, cómo se ejercería el poder ejecutivo si el rey muriera antes de que el príncipe heredero alcanzara la mayoría y la relación entre los gabinetes. También confirmó la práctica de tratar cuestiones de política exterior en el gabinete sueco, con la presencia del primer ministro noruego. Las cuestiones vitales relacionadas con la unión debían tratarse en una reunión conjunta del gabinete, donde todos los ministros noruegos en Estocolmo estarían presentes. La ley fue aprobada por el Storting el 31 de julio de 1815 y por el Riksdag el 6 de agosto, y sancionada por el rey el 15 de agosto.

### La unión en la práctica
Las condiciones de la unión establecidas en la Convención de Moss, la Constitución noruega revisada y el Acta de Unión aseguraron a Noruega más independencia de la prevista en el Tratado de Kiel. Al parecer, Noruega había ingresado voluntariamente a la unión y firmemente negó la superioridad sueca, mientras que muchos suecos vieron a Noruega como un socio inferior y un premio de guerra.

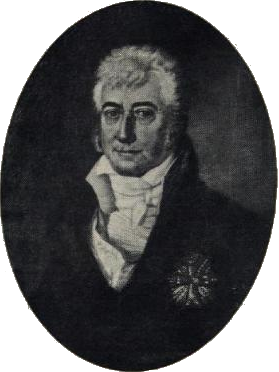
Peder Anker por Carl Frederik Vogt (1817).

Noruega tenía por ley el estatus de una monarquía constitucional independiente, con más independencia interna de la que había disfrutado en los últimos cuatrocientos años. Si bien compartía un monarca común y una política exterior común con Suecia, todos los demás ministerios e instituciones gubernamentales estaban separados de cada Estado. Noruega tenía su propio Ejército, Armada y tesorería. El Servicio Exterior estaba directamente subordinado al rey, un acuerdo que ya estaba incorporado en la Constitución noruega del 17 de mayo de 1814, antes de la revisión del 4 de noviembre. Un efecto imprevisto fue que la política exterior se decidió en el gabinete sueco y fue conducida por el Ministerio sueco de Asuntos Exteriores. Cuando se discutieron asuntos de política exterior en las reuniones del gabinete, el único noruego presente que podía defender la causa de Noruega era el primer ministro. El Riksdag sueco podría influir indirectamente en la política exterior, pero no el Storting noruego. Debido a que las representaciones en el extranjero fueron designadas por el Gobierno sueco y en su mayoría con personal sueco, los extranjeros a menudo consideraban que la unión se parecía más a un solo Estado que a dos Estados soberanos. Con el tiempo, sin embargo, se hizo menos común referirse a la unión como «Suecia» y en su lugar se las refería conjuntamente como «Suecia y Noruega».
Según la Constitución noruega, el rey designaría su propio gabinete. Debido a que el rey residía principalmente en Estocolmo, una sección del gabinete dirigida por el primer ministro tenía que estar presente allí, acompañada por dos ministros. El primer primer ministro fue Peder Anker, quien había sido prominente entre los noruegos que enmarcaban la Constitución y se había declarado abiertamente a favor de la unión. El Gobierno noruego adquirió una espléndida casa de pueblo (Pechlinska Huset) como la residencia de la sección del gabinete en Estocolmo y como una «embajada» informal de Noruega. Los otros seis ministros, con sede en Christiania, estaban a cargo de sus respectivos departamentos gubernamentales. En ausencia del rey, las reuniones del gabinete de Christiania eran presididas por el virrey (estatuario), designado por el rey como su representante. El primero en ocupar ese cargo fue el conde Hans Henrik von Essen, quien al finalizar el tratado de Kiel había sido nombrado gobernador general de Noruega cuando la esperada ocupación sueca sería efectiva.
Los siguientes virreyes también fueron suecos, y esta política, constante durante los primeros quince años de la unión, se resintió en Noruega. A partir de 1829 los virreyes fueron noruegos, hasta que la oficina quedó vacante después de 1856 y, finalmente, fue abolida en 1873.

### Amalgama o separación
Después del ascenso de Carlos Juan en 1818, este intentó unir a los dos países y fortalecer el poder ejecutivo. A estos esfuerzos se resistió principalmente el Storting noruego. En 1821 el rey propuso enmiendas constitucionales que le darían un veto absoluto y el derecho a gobernar por decreto, ampliarían la autoridad sobre sus ministros y extenderían su control sobre el Storting. Otra provocación fueron sus esfuerzos por establecer una nueva nobleza hereditaria en Noruega. Presionó al Storting organizando maniobras militares cerca de Christiania mientras estaba en sesión. Todas sus proposiciones fueron consideradas minuciosamente y luego rechazadas. Fueron recibidos igualmente negativamente por el próximo Storting en 1824, y luego archivados, excepto por la cuestión de un veto extendido. Esa demanda se presentó repetidamente antes de cada Storting durante la vida del rey.
El tema político más controvertido durante el reinado temprano de Carlos Juan fue la cuestión de cómo saldar la deuda nacional de Dinamarca-Noruega. El empobrecido Estado noruego intentó diferir o reducir el pago de tres millones de especies a Dinamarca, la cantidad acordada. Esto condujo a un amargo conflicto entre el rey y el Gobierno noruego. Aunque la deuda finalmente se pagó mediante un préstamo extranjero, el desacuerdo que provocó llevó a la renuncia del conde Wedel-Jarlsberg como ministro de Finanzas en 1821. Su suegro, el primer ministro Peder Anker, renunció poco después.
La respuesta de los políticos noruegos a todos los avances reales fue una adhesión estricta a una política de conservadurismo constitucional, de manera que se opusieron consistentemente a las enmiendas que extendieran el poder real o conducieran a lazos más estrechos y eventuales amalgamas con Suecia.
Las diferencias y la desconfianza de estos primeros años gradualmente se hicieron menos pronunciadas, y la actitud cada vez más complaciente de Carlos Juan lo hizo más popular. Después de los disturbios en Estocolmo en el otoño de 1838, el rey encontró a Christiania más amable y mientras estuvo allí aceptó varias demandas. En una reunión conjunta de los gabinetes suecos y noruegos el 30 de enero de 1839, se nombró un Comité de la Unión con cuatro miembros de cada país para resolver las disputas entre ambos. Cuando el Storting de 1839 se reunió en su presencia, fue recibido con gran afecto por los políticos y el público.

### Símbolos nacionales

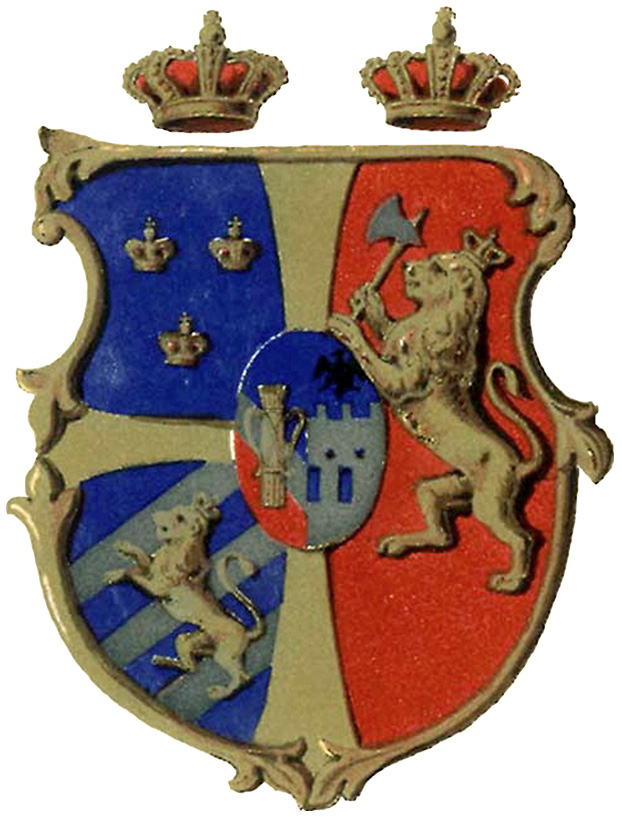
Escudo de armas de la Unión entre Suecia y Noruega de 1844.

Otro punto de discusión fue la cuestión de los símbolos nacionales: banderas, escudos de armas, títulos reales y la celebración del 17 de mayo como el día nacional. Carlos Juan se opuso firmemente a la conmemoración pública de la Constitución de mayo, pues sospechaba que era una celebración de la elección de Cristián Federico. En cambio, pero sin éxito, alentó la celebración de la Constitución revisada del 4 de noviembre, que también fue el día en que se estableció la Unión. Este conflicto culminó con la batalla de la Plaza (Torvslaget) en Christiania el 17 de mayo de 1829, cuando las celebraciones pacíficas se convirtieron en manifestaciones, y el jefe de policía leyó la Ley Antidisturbios y ordenó a la multitud dispersarse. Finalmente, se convocó a unidades del ejército y la caballería para restablecer el orden con cierta violencia. La protesta pública por esta provocación fue tan grande que el rey tuvo que aceptar la celebración del día nacional a partir de entonces.
Poco después del Tratado de Kiel, Suecia incluyó el escudo de armas de Noruega en el de Suecia. Los noruegos consideraron ofensivo que también se mostrara en monedas suecas y documentos gubernamentales, como si Noruega fuera una parte integral de Suecia. También resentían el hecho de que el título del monarca en monedas noruegas hasta 1819 era el de Rey de Suecia y Noruega.
Todas estas cuestiones se resolvieron después del ascenso del rey Óscar I en 1844. De inmediato comenzó a usar el título de Rey de Noruega y Suecia en todos los documentos relacionados con asuntos noruegos. Las propuestas de un comité conjunto con respecto a banderas y armas fueron promulgadas para ambos países. Se colocó una marca de la Unión en el cantón de todas las banderas en ambas naciones, combinando los colores de la bandera de ambos países, distribuidos equitativamente. Los dos países obtuvieron sistemas de bandera separados pero paralelos, manifestando su igualdad. Los noruegos se complacieron al encontrar que la antigua bandera de guerra común y la bandera naval fueron reemplazadas por banderas separadas. Las armas noruegas fueron retiradas de las grandes armas de Suecia, y las armas comunes de la Unión y reales fueron creadas para ser utilizadas exclusivamente por la familia real, por el Servicio Exterior y en documentos pertenecientes a ambos países. Un detalle significativo de las armas de la Unión es que ambas coronas reales se colocaron sobre el chapetón para mostrar que era una unión entre dos reinos soberanos.

## Cénit de la Unión
Los años intermedios del siglo xix fueron pacíficos para la Unión. Se resolvieron todas las cuestiones simbólicas, Noruega obtuvo más influencia en la política exterior, el cargo de virrey o gobernador quedó vacante o ocupado por el noruego Severin Løvenskiold y el comercio entre los países prosperó a partir de tratados (mellomriksloven) que promovieron el libre comercio y abolieron las barreras arancelarias de manera efectiva. La finalización de la línea Kongsvinger, la primera conexión ferroviaria a través de la frontera, aceleró enormemente las comunicaciones. Las concesiones suecas avanzaron en un clima político de conciliación sobre el tema de la igualdad entre los países.

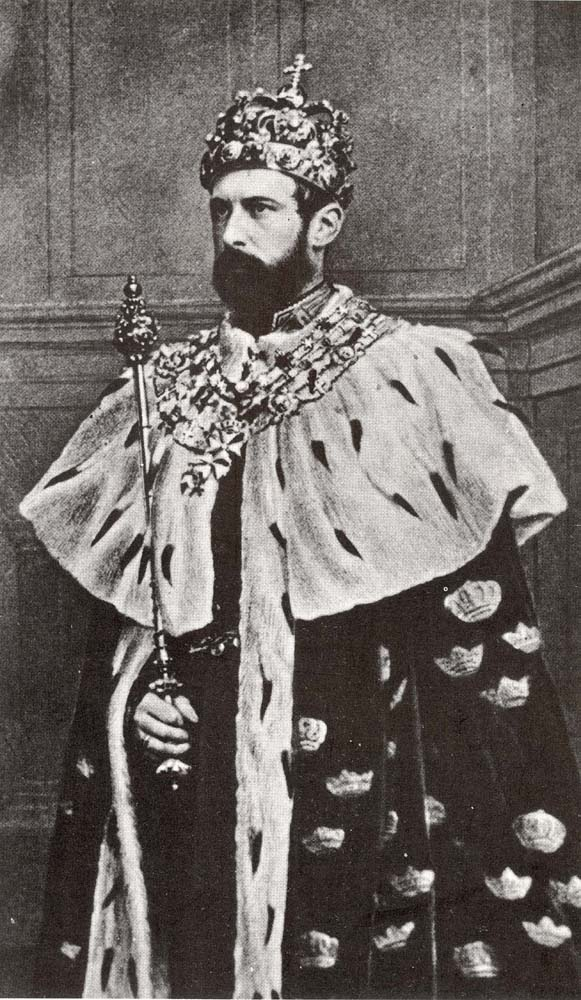
Fotografía de Carlos XV (c. 1870).

El escandinavismo estuvo en su apogeo durante este período y contribuyó a aumentar el acercamiento entre los socios de la Unión. Apoyaba la idea de Escandinavia como una región unificada o una sola nación, basada en el patrimonio lingüístico, político y cultural común de los países escandinavos (de hecho, conocidos como los «tres hermanos» en la sexta estrofa del himno nacional de Noruega).
Este movimiento de élite fue iniciado por estudiantes universitarios daneses y suecos en la década de 1840. Al principio, los establecimientos políticos en los dos países sospechaban del movimiento. Sin embargo, cuando Óscar I se convirtió en rey de Suecia y Noruega en 1844, la relación con Dinamarca mejoró y el movimiento comenzó a ganar apoyo. Los estudiantes noruegos se unieron en 1845 y participaron en reuniones anuales alternando entre los países. Durante la guerra entre Dinamarca y Prusia en marzo de 1848, el rey Óscar ofreció apoyo en forma de una fuerza expedicionaria noruego-sueca, aunque la fuerza nunca vio el combate. El movimiento recibió un golpe del que nunca se recuperaría por completo después de la segunda guerra danesa-alemana sobre Schleswig en 1864, cuando los Gobiernos sueco y noruego obligaron conjuntamente al rey Carlos XV a retractarse de la promesa de apoyo militar que le había dado al rey de Dinamarca sin consultar a sus gabinetes.
Para entonces, la Unión había perdido su apoyo entre los noruegos debido al revés causado por la cuestión de abolir el cargo de virrey. El rey Carlos XV estaba a favor de esta demanda noruega y, después de su ascenso en 1859, prometió a su gabinete noruego que sancionaría una decisión del Storting a tal efecto. La propuesta de eliminar esa institución y símbolo de dependencia para reemplazarlo con el cargo de primer ministro, radicado en Christiania, fue aceptada casi por unanimidad. Cuando el rey regresó a Estocolmo fue recibido por una inesperada reacción de la prensa sueca. El diario conservador Nya Dagligt Allehanda proclamó que Noruega se había desviado del camino de la legalidad hacia la revolución. El Riksdag exigió opinar sobre la cuestión. El quid de la cuestión era si era puramente noruego o preocupante para ambos países. La mayoría conservadora sueca proclamó la «legítima superioridad de Suecia en la Unión». El rey Carlos se vio obligado a retirarse cuando el gabinete sueco amenazó con renunciar. Eligió no sancionar la ley, pero, como una concesión a los sentimientos noruegos heridos, lo hizo en una reunión del gabinete noruego. A pesar de sus buenas intenciones, había confirmado que era más sueco que noruego.
El 24 de abril de 1860 el Storting reaccionó al reclamo sueco de supremacía resolviendo por unanimidad que el Estado noruego tenía el derecho exclusivo de enmendar su propia Constitución, y que cualquier revisión de las condiciones de la Unión debía basarse en el principio de completa igualdad. Esta resolución bloquearía durante muchos años cualquier intento de revisar la Ley de Unión. Se designó un nuevo comité conjunto en 1866, pero sus propuestas fueron rechazadas en 1871, porque no preveía la igualdad de influencia en la política exterior ni allanaría el camino para un Estado federal.

## Preludio de la disolución
Las relaciones con Noruega durante el reinado del rey Óscar II (1872-1907) tuvieron una gran influencia en la vida política en Suecia, y más de una vez parecía que la unión entre los dos países estuviese a punto de terminar. Las disensiones tuvieron su origen principalmente en la demanda noruega de cónsules separados y, finalmente, de un Servicio Exterior separado. De acuerdo con la Constitución revisada de 1814, Noruega tenía el derecho a separar las oficinas consulares, pero no lo había ejercido en parte por razones financieras, en parte porque los cónsules designados por el Ministerio de Asuntos Exteriores sueco habían hecho en general un trabajo satisfactorio al representar a Noruega. A finales del siglo xix, sin embargo, la marina mercante de Noruega creció con rapidez hasta convertirse en una de las más grandes y en uno de los factores más importantes de la economía nacional. Se asentaba el parecer de que Noruega necesitaba cónsules separados que pudieran ayudar a los envíos y los intereses nacionales en el extranjero. En parte, la demanda de cónsules separados también se volvió simbólica, una forma de afirmar la creciente desilusión con la Unión.

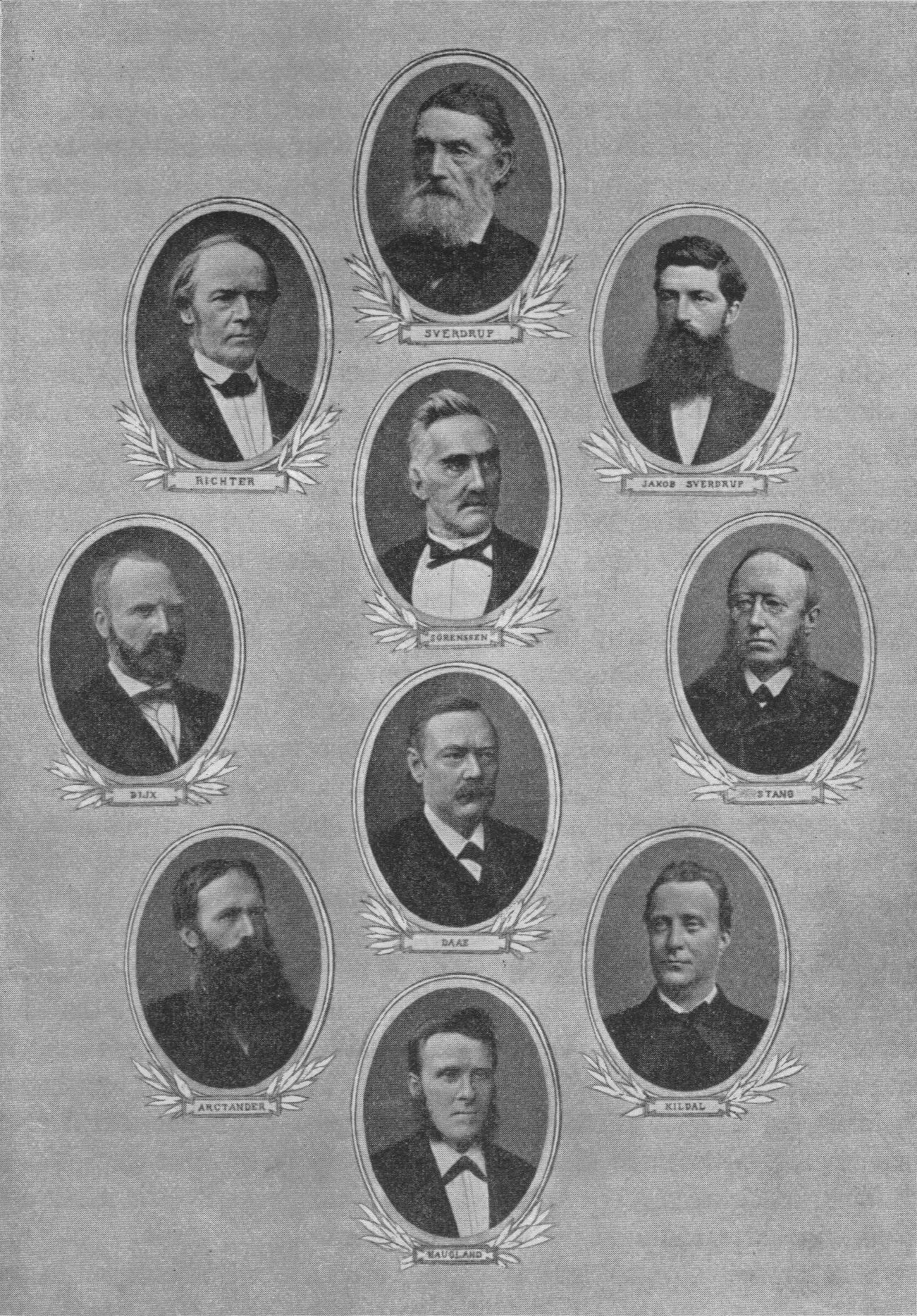
J. Sverdrup y sus ministros.

En Noruega la disensión sobre cuestiones constitucionales condujo a la adopción de facto del parlamentarismo en 1884, después de un proceso de juicio político contra el gabinete conservador de Christian August Selmer. El gabinete fue acusado de ayudar al rey a obstruir la reforma por veto. El nuevo Gobierno liberal de Johan Sverdrup, instalado de mala gana por el rey Óscar, implementó de inmediato reformas importantes, entre ellas el sufragio extendido y el servicio militar obligatorio. Los dos grupos opuestos establecieron partidos políticos formales en 1884: la Venstre (Izquierda), partido de los liberales, que querían disolver la Unión; y la Højre (Derecha) para los conservadores, que querían retener una unión de dos Estados iguales.
Los liberales obtuvieron la mayoría absoluta en las elecciones de 1891 (63 escaños de 114, pese a casi empatar en votos), con un programa de sufragio universal para todos los hombres y un Servicio Exterior noruego separado. Como primer paso, el nuevo Gobierno de Johannes Steen propuso servicios consulares separados y se iniciaron negociaciones con Suecia. Pero la oposición real causó una serie de crisis de gabinete, hasta que se formó un Gobierno de coalición en 1895, con Francis Hagerup como primer ministro. Ese año se nombró el tercer Comité Conjunto de la Unión, con siete miembros de cada país, pero nunca estuvo de acuerdo en los temas cruciales y se disolvió en 1898. Ante el ruido de sables en Suecia, militarmente superior, Noruega tuvo que retirar las demandas de cónsules separados en 1895. Ese retiro convenció al Gobierno de que las Fuerzas Armadas habían sido descuidadas demasiado tiempo y se inició un rápido rearme. Se ordenaron cuatro acorazados del Reino Unido y se construyeron fortificaciones fronterizas.
En medio de negociaciones y discusiones en vano, en 1895 el Gobierno sueco notificó a Noruega que el tratado comercial de 1874, que preveía un mercado común prometedor, caducaría en julio de 1897. Cuando Suecia volvió al proteccionismo, Noruega también aumentó los derechos de aduana; el resultado fue una disminución considerable del comercio a través de la frontera. El conde Carl Lewenhaupt, el ministro de Asuntos Exteriores sueco, que se consideraba demasiado amigable con los noruegos, renunció y fue reemplazado por el conde Ludvig Douglas, quien representó la opinión de la mayoría en la Primera Cámara. Sin embargo, cuando el Storting en 1898 aprobó por tercera vez un proyecto de ley para una bandera «pura», sin la insignia de la Unión, se convirtió en ley sin sanción real.
Las nuevas elecciones al Riksdag de 1899 mostraron claramente que el pueblo sueco no estaba dispuesto a seguir el partido proteccionista mayoritario, grupo ultraconservador de la Primera Cámara. Esto resultó en la renuncia de los dos líderes de ese partido, el profesor Óscar Alin y el mariscal de Corte (Hofmarschall) Patric Reuterswärd, como miembros de la Primera Cámara. Por otro lado, el exprofesor de la Universidad de Gotemburgo, E. Carlson, logró formar un grupo de liberales y radicales de unos 90 miembros que, además de estar a favor de la extensión de la franquicia, abogó por la plena igualdad de Noruega con Suecia en la gestión de los asuntos exteriores. Las elecciones noruegas de 1900 con franquicias extendidas dieron a los liberales (Venstre) una gran mayoría para su programa de un Servicio Exterior separado y cónsules separados. Steen se quedó como primer ministro, pero fue sucedido por Otto Blehr en 1902.

### Intentos finales para salvar la unión
La cuestión de los cónsules separados para Noruega pronto volvió a surgir. En 1902 el ministro de Asuntos Exteriores, Alfred Lagerheim, en un Consejo de Estado conjunto, propuso servicios consulares separados, mientras se mantenía el Servicio Exterior común. El Gobierno noruego aceptó el nombramiento de otro comité conjunto para considerar la cuestión. Los resultados prometedores de estas negociaciones se publicaron en un comunicado del 24 de marzo de 1903. Proponía que las relaciones de los cónsules separados con el ministerio conjunto de Asuntos Exteriores y las embajadas se arreglasen por leyes idénticas, que no podían ser alteradas o derogadas sin el consentimiento de los Gobiernos de ambos países.
Pero este no fue un acuerdo formal, solo un bosquejo preliminar, no vinculante para los Gobiernos. En las elecciones de 1903 las fuerzas conservadoras (Højre) superaron en sufragios a los liberales (44,81 frente a 42,74 % de los votos válidos emitidos) con su programa de reconciliación y negociaciones. En octubre de 1903 se formó un nuevo Gobierno de coalición bajo Francis Hagerup, respaldado por un consenso nacional sobre la necesidad de concluir las negociaciones mediante una acción conjunta. El 11 de diciembre se presentó el comunicado ante el Consejo de Estado Conjunto, lo que generó la esperanza de que la solución fuera inminente. El rey Óscar pidió a los Gobiernos que elaboraran propuestas para leyes idénticas.
El borrador noruego para leyes idénticas fue presentado en mayo de 1904. Fue recibido con total silencio por parte de Estocolmo. Si bien Noruega nunca había tenido un Storting y un gabinete más amigable con la Unión, resultó que la opinión política en Suecia se había movido en la otra dirección. El portavoz del comunicado, el ministro de Asuntos Exteriores Lagerheim, renunció el 7 de noviembre debido a un desacuerdo con el primer ministro Erik Gustaf Boström y sus otros colegas. Boström apareció solo en Christiania y presentó sus principios inesperados o condiciones para un acuerdo. Su Gobierno había vuelto a la posición de que el ministro de Asuntos Exteriores sueco debería mantener el control sobre los cónsules noruegos y, si fuera necesario, eliminarlos; asimismo, Suecia siempre debería mencionarse antes de Noruega en los documentos oficiales (una ruptura con la práctica introducida en 1844). El Gobierno noruego encontró estas demandas inaceptables e incompatibles con la soberanía de Noruega. Como el ministro de Asuntos Exteriores iba a ser sueco, no podía ejercer autoridad sobre una institución noruega. Nuevas negociaciones en tales términos no tendrían sentido.
Una contrapropuesta del Gobierno sueco también fue rechazada y el 7 de febrero de 1905, en sesión del Consejo Conjunto, el rey decidió interrumpir las negociaciones que había iniciado en 1903. A pesar de esto, aún esperaba un acuerdo. Al día siguiente el príncipe heredero Gustavo fue nombrado regente, y el 13 de febrero apareció en Christiania para tratar de salvar la Unión. Durante su mes en Christiania tuvo varias reuniones con el Gobierno y el Comité Especial parlamentario que se formó el 18 de febrero para resolver los detalles sobre la legislación nacional a fin de establecer cónsules noruegos. Les rogó que no tomaran medidas que condujeran a una ruptura entre los países. Pero fue en vano, ya que el Comité Especial recomendó el 6 de marzo continuar con el trabajo en progreso, y el gabinete conciliatorio Hagerup fue reemplazado por el gabinete más inflexible de Christian Michelsen.
De regreso en Estocolmo el 14 de marzo, el príncipe heredero convocó a un consejo conjunto el 5 de abril para pedir a ambos Gobiernos que regresasen a la mesa de negociaciones y buscasen una solución basada en la igualdad total entre los reinos. Propuso reformas tanto de los servicios exteriores como consulares, con la reserva expresa de que un ministro conjunto de Asuntos Exteriores, sueco o noruego, era una condición previa para la existencia de la Unión. El Gobierno noruego rechazó su propuesta el 17 de abril, refiriéndose a intentos infructuosos anteriores, y declaró que continuaría con los preparativos para un servicio consular separado. Al contrario, ambas cámaras del Riksdag aprobaron la propuesta del príncipe heredero el 2 de mayo de 1905.
En un último intento de aplacar a los noruegos recalcitrantes, Boström, considerado como un obstáculo para mejorar las relaciones, fue sucedido por Johan Ramstedt. Pero estas inversiones no convencieron a los noruegos. Con independencia de sus convicciones políticas, habían llegado a la conclusión de que una solución justa al conflicto era imposible, y ahora había un consenso general de que la Unión tenía que ser disuelta. El nuevo gabinete de coalición de Michelsen trabajó en estrecha colaboración con el Storting en un plan para forzar el tema mediante la pregunta consular.

## Disolución de la unión

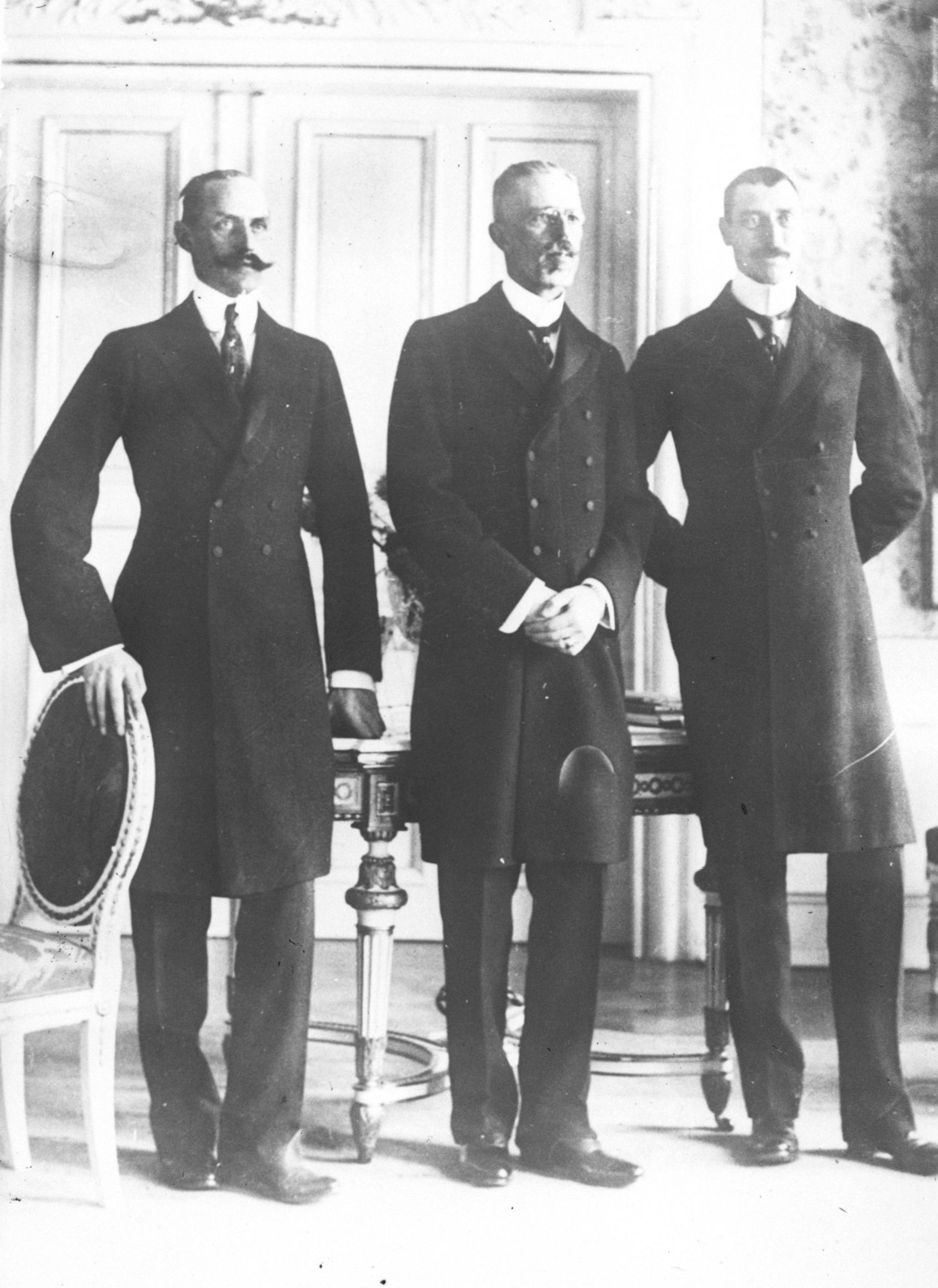
(De izq. a dcha.) Haakon VII, Gustavo V y Christian X de Dinamarca. (Malmö, 18 de diciembre de 1914).

El 23 de mayo el Storting aprobó la propuesta del Gobierno para establecer de cónsules noruegos separados. El rey Óscar, que había retomado el Gobierno, hizo uso de su derecho constitucional a vetar el proyecto de ley el 27 de mayo y, de acuerdo con el plan, el ministro noruego presentó su renuncia. Sin embargo, el rey declaró que no podía aceptar su renuncia, «ya que ahora no se puede formar otro gabinete».[cita requerida] Los ministros se negaron a obedecer su demanda de refutar su decisión e inmediatamente se fueron a Christiania.
El rey no tomó más medidas para restablecer las condiciones constitucionales normales. Mientras tanto, la disolución formal se iba a organizar en una sesión del Storting el 7 de junio. Los ministros pusieron sus renuncias en sus manos, y el Storting adoptó por unanimidad una resolución planificada declarando que la unión con Suecia se disolvía porque Óscar había abandonado sus funciones como rey de Noruega al negarse a formar un nuevo Gobierno. Además declaró que, como el rey se había declarado incapaz de formar un Ejecutivo, el poder real constitucional «dejó de ser operativo», por lo que se solicitó a los ministros, hasta recibir más instrucciones, ejercer el poder conferido al rey según la Constitución «con las modificaciones necesarias, ya que la Unión con Suecia bajo un Rey se disuelve».[cita requerida]
Las reacciones suecas a la acción del Storting fueron fuertes. El rey protestó solemnemente y convocó a una sesión extraordinaria del Riksdag para el 20 de junio, a fin de considerar qué medidas deberían tomarse después de la «revuelta» de los noruegos. El Riksdag declaró que estaba dispuesto a negociar las condiciones para la disolución de la Unión si el pueblo noruego, a través de un plebiscito, se había declarado a favor. El Riksdag también votó 100 millones de coronas para disponer como el Riksdag decidiese. Se entendió, pero no se declaró abiertamente, que la cantidad se mantenía lista en caso de guerra. La improbable amenaza de guerra fue vista como real en ambos lados, y Noruega respondió pidiendo prestados 40 millones de coronas en Francia, con el mismo propósito no declarado.
El Gobierno noruego conocía de antemano las demandas suecas. Por ello había declarado un plebiscito para el 13 de agosto, antes de que se hiciera la demanda formal sueca, y evitar así cualquier afirmación de que el referéndum se había hecho en respuesta a las demandas de Estocolmo. No se pidió a las personas que respondieran sí o no a la disolución, sino que «confirmaran la disolución que ya había tenido lugar».[cita requerida] La respuesta fue una mayoría de 368 392 votos a favor de la disolución y solo 184 en contra. Después de una solicitud del Storting para la cooperación sueca para derogar el Acta de la Unión, los delegados de ambos países se reunieron en Karlstad el 31 de agosto. Las conversaciones fueron interrumpidas temporalmente en el camino. Al mismo tiempo, las concentraciones de tropas en Suecia hicieron que el Gobierno noruego movilizara al Ejército y la Marina el 13 de septiembre. Sin embargo, el acuerdo se alcanzó el 23 de septiembre. Los puntos principales eran que las disputas entre los países deberían remitirse en el futuro a la Corte Permanente de Arbitraje en La Haya, el establecimiento de una zona neutral en ambos lados de la frontera y la demolición de las fortificaciones noruegas en la zona.
Ambos Parlamentos pronto ratificaron el acuerdo y revocaron el Acta de la Unión el 16 de octubre. Diez días después, el rey Óscar renunció a su derecho a la Corona noruega en nombre suyo y de sus sucesores. También rechazó una solicitud del Storting para permitir que un príncipe de la Casa de Bernadotte accediese al trono noruego. El Storting luego ofreció el trono vacante al príncipe Carlos de Dinamarca, quien aceptó después de que otro plebiscito confirmara la monarquía. Llegó a Noruega el 25 de noviembre de 1905 y tomó el nombre de Haakon VII.

## 1905 en retrospectiva
Los acontecimientos de 1905 pusieron fin a la unión personal entre Suecia y Noruega, que se celebró en 1814 a regañadientes por Noruega, coaccionada por la fuerza sueca. Los eventos de ambos años tienen mucho en común, pero hay diferencias significativas:
- En 1814 la lucha noruega por la independencia fue un proyecto de clase alta con escaso apoyo popular. En 1905 fue impulsado por consenso popular y representantes electos del pueblo.
- La unión de 1814 fue el resultado de una iniciativa sueca, mientras que la disolución de 1905 se produjo porque Noruega tomó la iniciativa.
- La crisis de 1814 se desencadenó porque Suecia vio a Noruega como un botín legítimo de guerra y como compensación por la pérdida de Finlandia en 1809, mientras que Noruega basó su reclamo de independencia en el principio de soberanía popular. Fue resuelto debido a la conducta sabia y estadista de los líderes de ambos lados. La crisis de 1905 fue causada por el surgimiento del nacionalismo a finales del siglo xix, mientras que las interpretaciones opuestas de la unión todavía tenían un amplio y creciente seguimiento en ambos países.[cita requerida]
- En 1814 Noruega era el país más industrializado de Escandinavia, aunque con instituciones gubernamentales bastante recientes. En 1905 era un Estado bien desarrollado, con 91 años de experiencia de gobierno independiente desde la unión con Dinamarca. Sus Fuerzas Armadas ya no estaban tan superadas en número en comparación con las de Suecia.
- Las grandes potencias vieron la independencia noruega más favorablemente en 1905 que en 1814.